# دیدارهای فوتبال ایران و پاکستان
دو تیم ایران و پاکستان تاکنون ۱۶ بار به مصاف هم رفته اند که از این بازی ها ۱۳ برد برای ایران بوده است.
در این بازیها در مجموع ۷۴ گل به ثمر رسیده است که تابه حال ۶۲ گل برای ایران و ۱۲ گل برای پاکستان بوده است.

## اولین بازی
پس از شروع روابط ایران و پاکستان، در سال ۱۹۵۰ اولین دیدار رسمی فوتبال که به صورت دوستانه بود در تاریخ ۵ آبان ۱۳۲۹ و در ورزشگاه امجدیه تهران برگزار شد. نتیجه این بازی ۵ بر ۱ به نفع ایران به اتمام رسید.

## بهترین برد
بهترین برد تیم ملی ایران در برابر پاکستان نتیجه ۹ بر ۱ بوده است.

بهترین برد تیم ملی پاکستان در برابر ایران نتیجه ۴ بر ۱ بوده است.

## بررسی کلی بازیها
| بردهای ایران   | ۱۳ بازی |               | گل‌های ایران | ۶۲ گل                            |         | بازی‌های برگزار شده در ایران | ۸ بازی |
| مساوی          | ۱ بازی  | گل‌های الجزایر | ۱۲ گل       | بازی‌های برگزار شده در کشور بی‌طرف | ۴ بازی  |                             |        |
| بردهای الجزایر | ۲ بازی  |               |             | بازی‌های برگزار شده در الجزایر    | ۴ بازی  |                             |        |
| مجموع بازی‌ها   | ۱۶ بازی | مجموع گل‌ها    | ۷۴ گل       | مجموع بازی‌ها                     | ۱۶ بازی |                             |        |

آمار بازی‌های دوستانه غیررسمی لحاظ نشده است.
| #                                         | تیم (ایران) | نتیجه بازی | تیم (حریف ایران) | عنوان مسابقات                |
| ----------------------------------------- | ----------- | ---------- | ---------------- | ---------------------------- |
| ۱                                         | ایران       | ۵–۱        | پاکستان          | دوستانه (۱۹۵۰)               |
| ۲                                         | ایران       | ۰–۰        | پاکستان          | دوستانه (۱۹۵۲)               |
| ۳                                         | ایران       | ۱–۴        | پاکستان          | انتخابی جام ملت‌های آسیا ۱۹۶۰ |
| ۴                                         | ایران       | ۴–۱        | پاکستان          | انتخابی جام ملت‌های آسیا ۱۹۶۰ |
| ۵                                         | ایران       | ۴–۱        | پاکستان          | انتخابی بازی‌های المپیک ۱۹۶۴  |
| ۶                                         | ایران       | ۰–۱        | پاکستان          | انتخابی بازی‌های المپیک ۱۹۶۴  |
| ۷                                         | ایران       | ۴–۱        | پاکستان          | جام آر سی دی ۱۹۶۵            |
| ۸                                         | ایران       | ۲–۰        | پاکستان          | جام آر سی دی ۱۹۶۷            |
| ۹                                         | ایران       | ۹–۱        | پاکستان          | جام دوستی ۱۹۶۹               |
| ۱۰                                        | ایران       | ۴–۲        | پاکستان          | جام آر سی دی ۱۹۶۹            |
| ۱۱                                        | ایران       | ۷–۰        | پاکستان          | جام آر سی دی ۱۹۷۰            |
| ۱۲                                        | ایران       | ۷–۰        | پاکستان          | بازی‌های آسیایی ۱۹۷۴          |
| ۱۳                                        | ایران       | ۱–۰        | پاکستان          | جام قائد اعظم ۱۹۸۲           |
| ۱۴                                        | ایران       | ۲–۰        | پاکستان          | جام بین‌المللی دهه فجر ۱۹۸۶   |
| ۱۵                                        | ایران       | ۷–۰        | پاکستان          | انتخابی جام ملت‌های آسیا ۱۹۹۲ |
| ۱۶                                        | ایران       | ۵–۰        | پاکستان          | جام اکو ۱۹۹۳                 |
| برد ایران: ۱۳ / تساوی: ۱ / برد پاکستان: ۲ |             |            |                  |                              |
| گل زده ایران: ۶۲ / گل زده پاکستان: ۱۲     |             |            |                  |                              |